# August Krook
Johan Karl August Krook (né le 19 mai 1860 à Novgorod – décédé le 20 septembre 1935 à Turku) est un architecte finlandais.

## Biographie
En 1886, Krook reçoit son diplôme d'architecte à Stuttgart.
Après avoir travaillé en tant que directeur technique dans une fonderie d'Helsinki, il commence sa carrière d'architecte à Pori de 1893 à 1895.
Puis de 1896 à 1897, Krook est architecte de la ville de Tampere.
Il a aussi un cabinet d'architecte à Tampere avec Valter Thomé.
En 1910-1911, il est architecte de la ville de Turku puis il fonde son propre cabinet d'architecte.
August Krook est surtout connu pour le style jugend de ses constructions.
Plusieurs ouvrages existent encore à Turku et Pori alors que la plupart de ses œuvres à Tampere ont été démolies.

## Ouvrages principaux

### Pori
- Hôtel de ville de Pori (1895)
- Usine de coton de Pori (1898–1902)
- Église centrale de Pori (décoration intérieure) (1898)
- Maison des anciens Svenberg (1900)[3]

### Tampere
- École suédoise de Tampere (1902)
- Bâtiment de la société commerciale de Tampere (1905)[4]
- Immeuble du Hämeenkatu 18/Kauppakatu 3 (1907–1909)[5]

### Turku
- Synagogue de Turku (1912)
- Cimetière de Turku (partie judaïque de la chapelle funéraire) (1932)[6]
- Centre commercial Forum de Turku (1921/1926)

## Galerie photographique

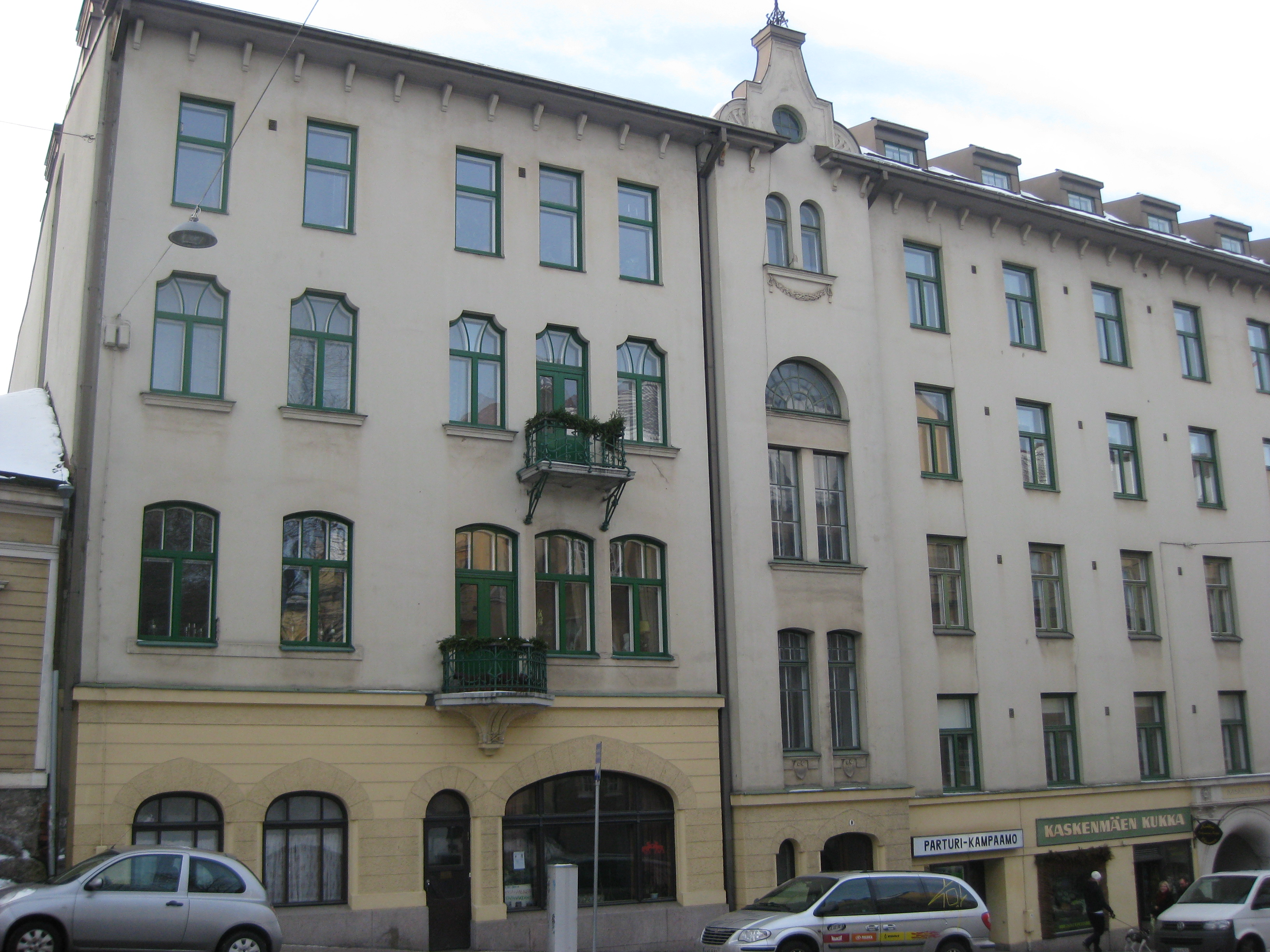
Kaskenlinna.
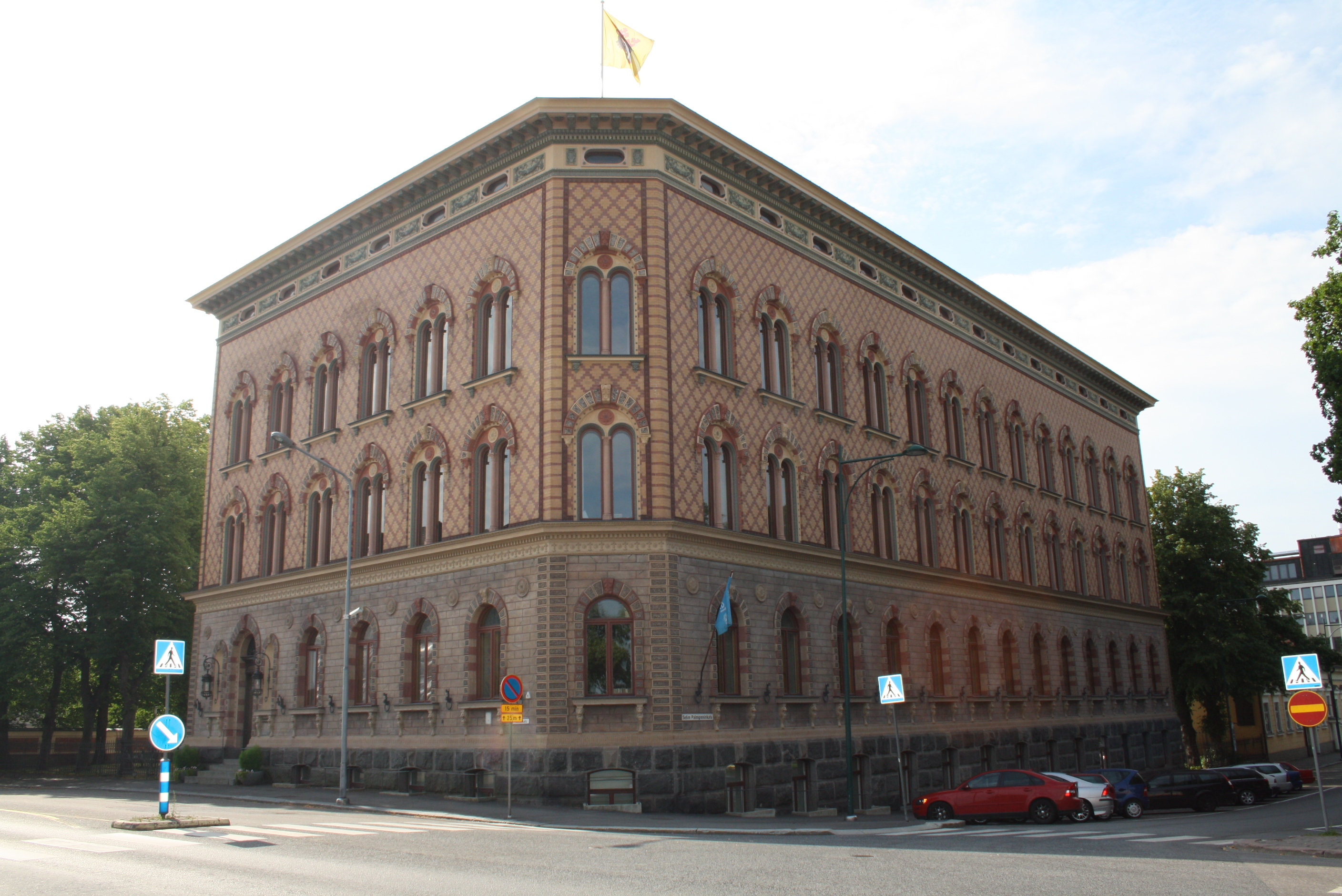
L'Hôtel de ville de Pori.
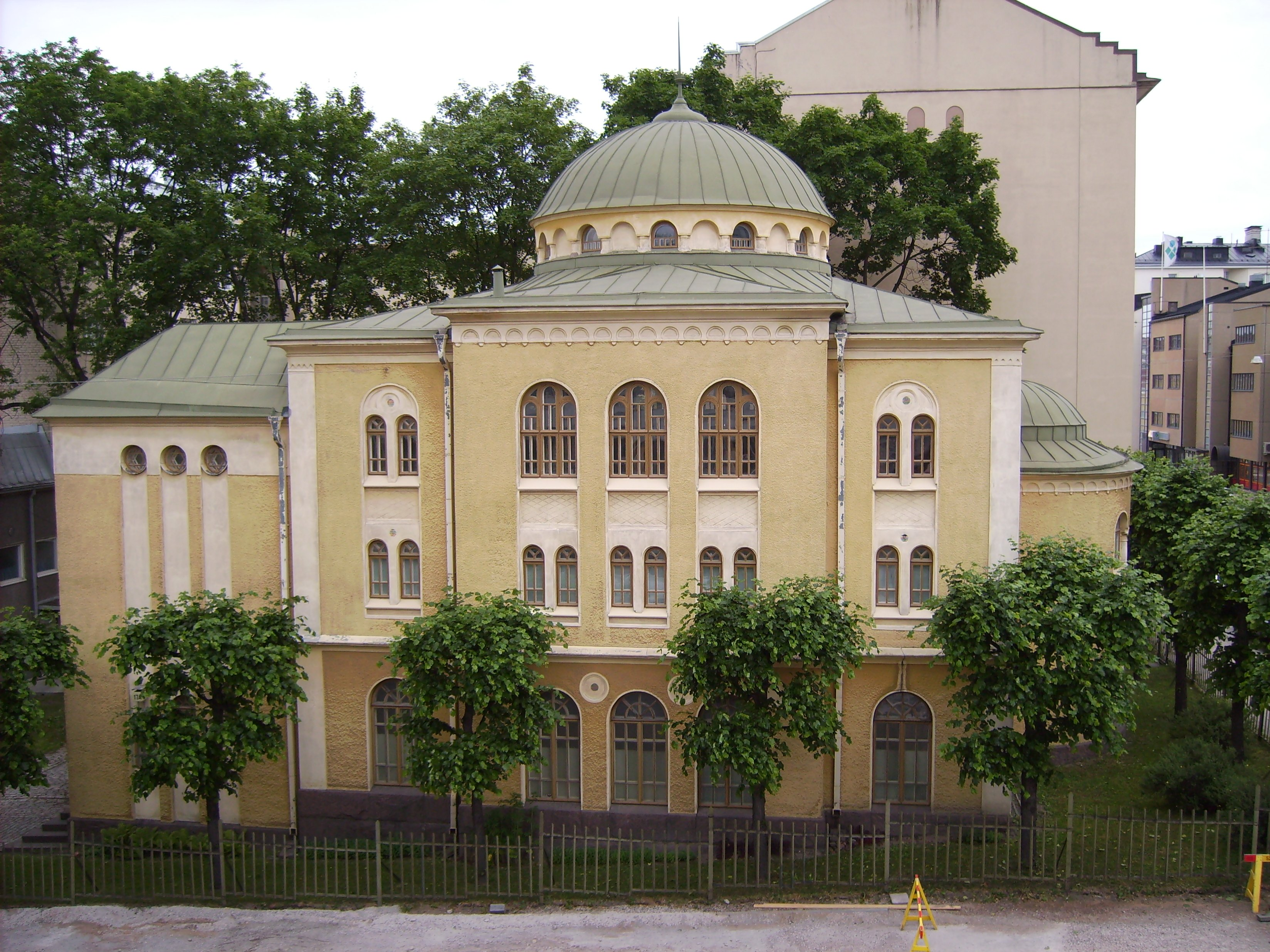
La Synagogue de Turku.
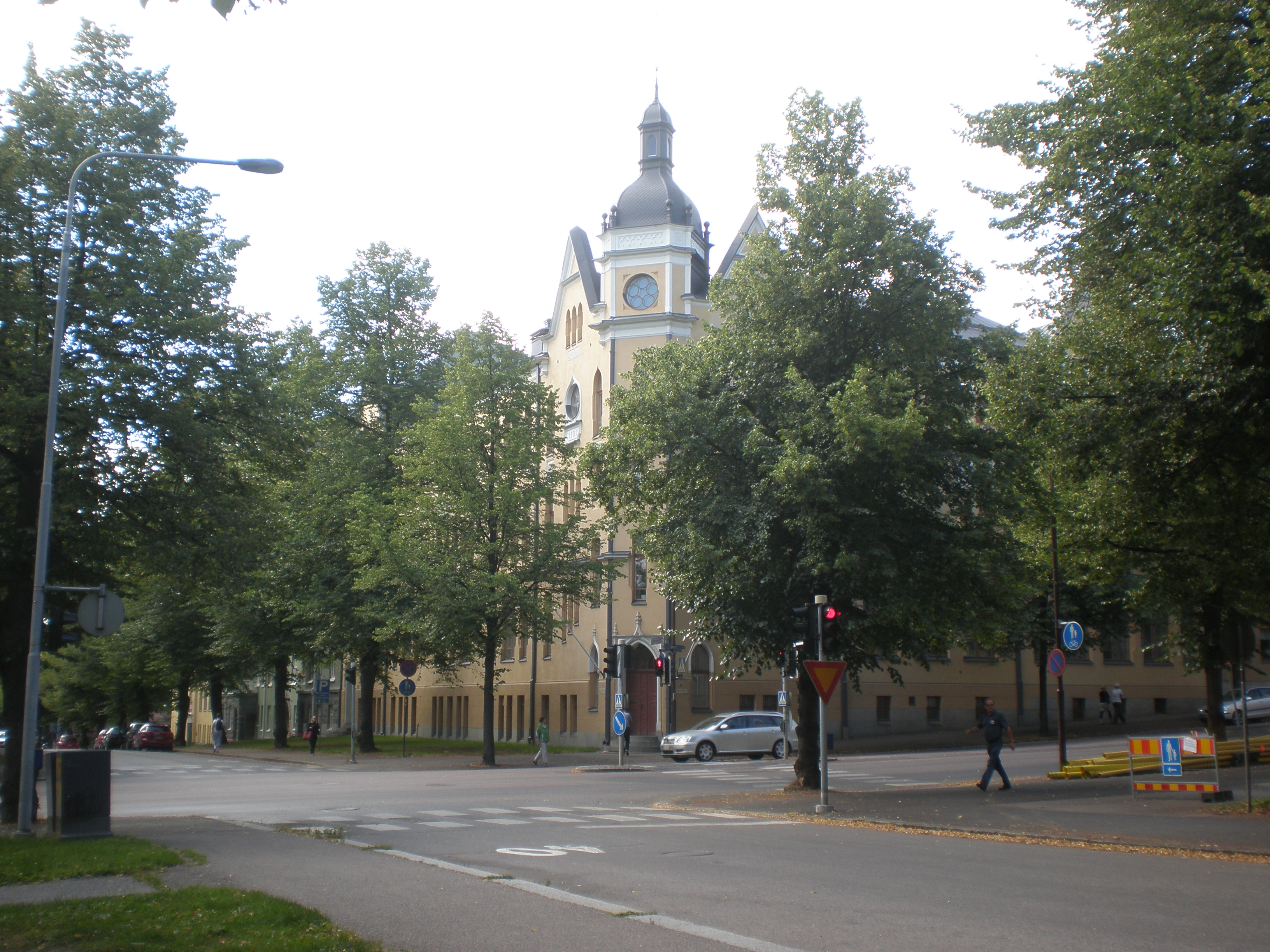
L'École suédoise de Tampere

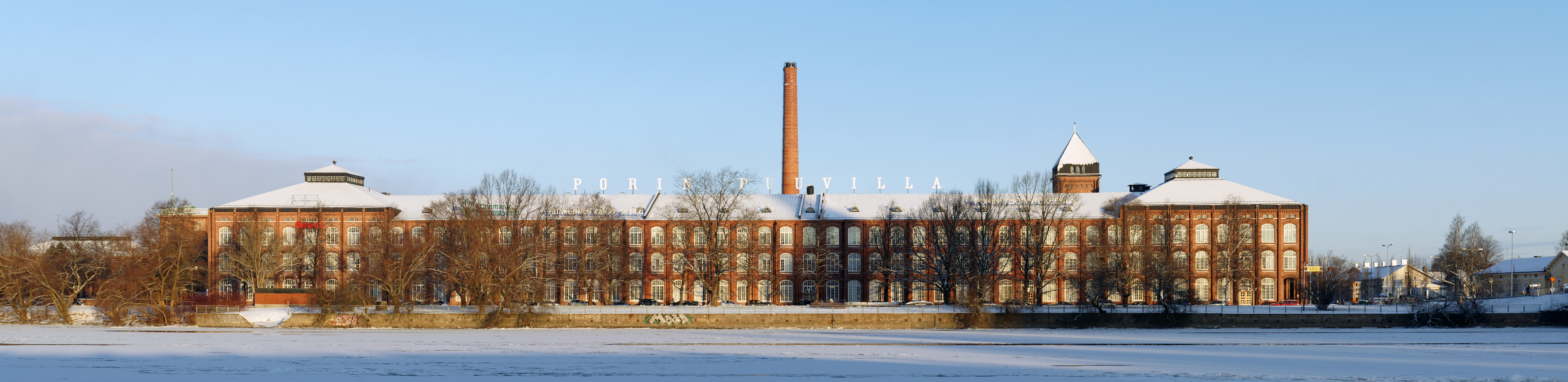
L'Usine de coton de Pori, actuel centre universitaire.